# Giorgio Lingua
Giorgio Lingua (* 23. března 1960 Fossano) je italský římskokatolický duchovní, arcibiskup a diplomat.

## Život
Narodil se 23. března 1960 ve Fossano.
Vstoupil do kněžského semináře. Po teologickém studiu byl 10. listopadu 1984 vysvěcen na kněze a inkardinován do diecéze Fossano. Poté odešel do Říma, kde se věnoval studiu kanonického práva a diplomacie na Papežské církevní akademii.
Dne 1. července 1992 vstoupil do diplomatických služeb Svatého stolce. Působil na apoštolských nunciaturách v Pobřeží slonoviny a Spojených státech amerických. Následně sloužil ve Státním sekretariátu v sekci pro vztahy se státy, v Itálii a Srbsku.
Dne 4. září 2010 jej papež Benedikt XVI. jmenoval apoštolským nunciem v Jordánsku a Iráku s udělením titulu titulárního arcibiskupa z Tuscanie. Biskupské svěcení přijal 9. října z rukou kardinála Tarcisia Bertoneho a spolusvětiteli byli kardinál Franc Rodé a kardinál Agostino Vallini. Dne 17. března 2015 byl papežem Františkem ustanoven nunciem na Kubě.
Od 22. července 2019 je apoštolským nunciem v Chorvatsku